# Arycanda decorata
Arycanda decorata là một loài bướm đêm trong họ Geometridae.